# دهستان المهدی (ملایر)
دهستان المهدی دهستانی در بخش جوکار شهرستان ملایر، استان همدان در ایران است. براساس سرشماری مرکز آمار ایران در سال ۱۳۸۵، جمعیت آن ۱۲۰۸۱ نفر (۲۸۶۰ خانوار) بوده‌است.

## فهرست روستاها
1. علی‌آباد دمق
2. حسین‌آباد شاملو
3. دهنو علی‌آباد
4. ده شاکر
5. کوسج خلیل
6. زمان‌آباد محمدآباد
7. قشلاق دهنو
8. شوره‌زار
9. قلجی[۲]